# Nhanderequeí
Nhanderequeí é uma figura mitológica indígena que desempenha o papel de herói civilizador do povo guarani. Segundo a tradição indígena, Nhanderequeí ocupa um lugar importante nas tradições e crenças das diversas tribos que compõem a etnia guarani, sendo conhecido através do mito do "roubo do fogo". A história narra como Nhanderequeí pegou o fogo dos urubus, até então únicos detentores, e trouxe para os indígenas guaranis. Essa história é uma alusão a como os indígenas adquiriram o conhecimento e domínio na utilização do fogo nas tarefas do dia-a-dia, como cozinhar os alimentos, se aquecer nas noites frias, e iluminar as noites.
Uma das versões sobre esse mito conta que certa vez, o guerreiro Nhanderequeí decidiu tomar o fogo dos urubus, e assim o fez com a ajuda de outros homens da floresta, aves e animais. Até aquele tempo, o povo guarani apenas comia alimentos crus. Depois de uma emboscada no ninho dos urubus, e ao fim de uma batalha, nenhum outro animal  ou ave queria ficar com o controle da única brasa que havia sobrado por causa da fumaça e do cheiro de queimado. Restando assim apenas aos humanos o conhecimento de como acender e manter o fogo.
O mito de Nhanderequeí é baseado em relatos transmitidos oralmente de geração em geração entre os indígenas guaranis, por isso é de grande importância a preservação da língua, cultura, crenças e tradições dos povos indígenas e originários sobretudo do Brasil. Sua história tem menos tradição na literatura geral sobre o folclore brasileiro que outras também de origem indígena como a Iara e Curupira, porém é de grande importância na própria cultura guarani. Em linhas gerais, essa história simplifica como os indígenas guaranis desenvolveram técnicas para acender o fogo.
De modo geral, o mito do domínio do fogo faz parte de um conjunto de narrativas sobre a criação e formação dos diversos povos, e o mesmo pode ser observado em outras culturas pelo mundo, como na mitologia grega com Prometeu. Essa simbologia serve para explicar de forma simples alguns fatos da realidade sobre fenômenos dificilmente compreendidos por todos, e como eles foram incorporados na sociedade, e como ajudaram a transformá-la.

## Etimologia
A denominação Nhanderequeí tem origem no guarani antigo, e o seu significado pode ser traduzido de forma literal como "nosso irmão mais velho". O seu nome tem o sentido ligado à sua importância nas tradições entre os guaranis, justamente por ser considerado um membro do passado que instruiu o povo.

## História

### O mito sobre “o roubo do fogo”
Segundo uma das versões sobre “o roubo do fogo”, conta-se que houve um tempo em que os homens e mulheres vagavam na escuridão. A questão era que eles desconheciam como acender uma chama para iluminar as noites, não sabiam acender fogueiras para se aquecer nas noites frias da floresta, nem dominavam a tarefa de cozinhar alimentos crus. Antigamente existia uma tribo dos primeiros indígenas guaranis, composta por um povo guerreiro e sábio. Eles tinham conhecimento do fenômeno do fogo, pois haviam testemunhado sua manifestação em algumas ocasiões. No entanto, os indígenas guaranis não sabiam como acendê-lo, o que os levava a comer alimentos crus e tremer no escuro das noites frias da floresta.
Por outro lado, os urubus detinham o controle sobre o fogo. Em algum momento do passado, os urubus haviam descoberto como obter brasas do Sol. Essa descoberta ocorreu quando o Sol estava consideravelmente fraco e a temperatura do dia estava amena. Como os urubus tinham a habilidade de voar mais alto que as outras aves, eles aproveitaram e foram até o Sol, e conseguiram pegar algumas brasas. A partir de então, os urubus se tornaram os guardiões do fogo, protegendo essas brasas como se fossem um valioso tesouro. Não permitiam que ninguém se aproximasse ou compartilhasse esse conhecimento. Tal privilégio era exclusivo deles. Por essa razão, os urubus eram os únicos animais que desfrutavam de alimentos cozidos. O aroma aprazível dos alimentos cozidos pelos urubus se espalhava por toda a floresta, causando inveja nos outros animais. No início, os homens e os outros animais não se importavam tanto, mas logo começaram a ficar irritados. Afinal, o fogo era algo tão útil no dia-a-dia que se tornou insuportável para eles testemunhar o egoísmo e a avareza dos urubus. Desde então, todos os homens e animais queriam pegar o fogo dos urubus, mas ninguém ousava desafiá-los, pois eles detinham o controle do fogo, algo que poderia ser extremamente destrutivo e até mesmo queimar toda a floresta.
Naquele tempo, havia um grande herói do povo Guarani-Apapocuva chamado Nhanderequeí, um guerreiro altamente respeitado pelos guaranis. Ao retornar de uma longa jornada, Nhanderequeí testemunhou o sofrimento de seu povo durante as noites frias na floresta e decidiu tomar posse do fogo dos urubus. Ele convocou todos os homens da floresta, os animais e as outras aves, e compartilhou seu plano para enfrentar os temidos urubus. Mesmo sem ter sido inicialmente convidado devido ao seu tamanho tão pequeno, o cururu também compareceu ao encontro. O cururu estava extremamente interessado no fogo e prestou atenção ao plano. Todos se reuniram e Nhanderequeí apresentou seu plano. Ele destacou que os urubus usavam o fogo para cozinhar, portanto, não sabiam como consumir alimentos crus. Assim, ele propôs fingir sua própria morte debaixo do ninho dos urubus. Todos os animais deveriam se esconder e, assim que os urubus viessem para cozinhá-lo, ele daria o sinal para o ataque. Segundo Nhanderequeí, essa surpresa iria desorientar os urubus, possibilitando pegar o fogo. Todos concordaram com o plano e seguiram para o local combinado para encontrar um lugar para se esconder. No entanto, ninguém sabia quanto tempo teriam que esperar.
Nhanderequeí deitou-se no local e permaneceu imóvel. Aparentemente morto, mal se notava sua respiração. As horas se passaram e ele permaneceu imóvel durante um dia inteiro. Mesmo assim, os urubus observavam desconfiados de sua situação lá de cima, questionando se ele estava realmente morto ou tentando enganá-los. Ao mesmo tempo, perceberam uma oportunidade de experimentar um prato apetitoso. Assim, decidiram aguardar um pouco mais. Nhanderequeí permaneceu imóvel pelo segundo dia inteiro. Controlando até mesmo as batidas de seu coração para evitar suspeitas dos urubus, que continuavam voando ao redor de seu corpo estendido no chão. Somente no final do terceiro dia, os urubus caíram na armadilha. Acreditaram ser impossível para qualquer homem fingir a própria morte por tanto tempo. Enquanto conversavam entre si, o urubu mais velho interrompeu e afirmou que nenhum homem conseguiria permanecer inerte por tanto tempo, sem respirar ou bater o coração. Ele ordenou que preparasse o banquete e, para isso, precisariam trazer as brasas para acender a fogueira. Um grande alvoroço se formou e os urubus vibraram com determinação, partindo imediatamente em busca das brasas. Ao retornarem com elas, puderam acender uma grande fogueira. O urubu mais velho então ordenou que trouxessem o homem para ser cozido em meio às chamas. Todos foram até o corpo e o transportaram com seus bicos. Essa era uma oportunidade para um grande banquete para alimentar todo o bando de urubus. Assim colocaram o corpo no meio do fogo. Nhanderequeí já esperava ser submetido a esse desafio, por isso, antes de se deitar e fingir estar morto, havia untado seu corpo com uma resina especial preparada pelo pajé da tribo. Essa substância viscosa evitaria que o fogo queimasse seu corpo por algum tempo. Nhanderequeí aguardou o momento apropriado e, de repente, levantou-se no meio das chamas, pegando os urubus de surpresa. Eles ficaram assustados ao ver o homem se erguer em chamas e saíram voando em todas as direções. Aproveitando o elemento surpresa, Nhanderequeí deu o sinal para que os outros animais, que estavam escondidos, atacassem os urubus e tentassem pegar pelo menos uma das brasas ardentes. Ao perceberem que era uma armadilha, os urubus começaram a retornar, mas estavam desorganizados para lutar contra todos. Então esforçaram-se para apagar as brasas, pois queriam evitar que os outros animais tomassem posse desse valioso tesouro. Foi assim que uma grande confusão se seguiu, e até mesmo os outros animais acabaram pisoteando, sem querer, as brasas.
Com o tempo, tudo se acalmou e a poeira baixou. Todos os urubus haviam voado para longe. Foi então que Nhanderequeí convocou todos os animais e homens, e perguntou quantas brasas haviam conseguido salvar. Eles olharam uns para os outros, esperando que alguém tivesse conseguido pelo menos um tição. Para tristeza geral, ninguém se pronunciou. Nhanderequeí já começava a acreditar que a batalha havia sido em vão e que haviam perdido a chance de obter o fogo. Foi nesse momento que o pequeno cururu saiu de trás de todos e afirmou que, durante a luta, os urubus haviam se preocupado apenas com os homens e os animais grandes, sem notar que ele havia engolido uma brasa. No entanto, restava a dúvida se ela ainda estava acesa. Nhanderequeí se apressou e pediu que o cururu entregasse a brasa. Imediatamente, ele pegou a brasa em suas mãos e começou a soprar suavemente para mantê-la acesa. Todos os animais observavam o herói, que cuidava daquele tesouro valioso com extrema cautela. Nhanderequeí repetiu o processo várias vezes, adicionando um pedaço de palha sobre a brasa, e após algum tempo, uma fumaça começou a subir. Foi então que ele se virou para os animais, questionando por que não estavam felizes, pois haviam conseguido salvar uma última brasa, possuindo assim o fogo. No entanto, um dos animais se incomodou com a fumaça e afirmou que eles não suportariam aquilo, pois não seria bom para todos os animais. Assim, os animais partiram, deixando o fogo para os homens e as aves.
Nhanderequeí retomou sua tarefa com cautela, soprando cuidadosamente para manter a brasa queimando. Logo em seguida, uma nuvem de fumaça se espalhou e um odor de queimado permeou o ambiente. Isso incomodou as outras aves, que manifestaram sua preocupação, alegando que isso não seria benéfico para todas as outras aves. Assim, a brasa acabou ficando exclusivamente nas mãos dos homens. Foi então que Nhanderequeí soprou com mais intensidade e, finalmente, as chamas subiram no meio da brasa. Agora, bastava alimentar a fogueira para manter o fogo queimando. Tudo estava sob controle, e Nhanderequeí instruiu os homens a coletarem todo tipo de lenha para queimar. Assim, ele os ensinou que todos poderiam utilizá-las sempre que desejassem acender uma nova fogueira. No entanto, deveriam estar cientes de que esse não era um fogo eterno e poderia se extinguir durante a madrugada se não fosse vigiado e alimentado. Ainda assim, seu valor não era menos precioso. Por fim, Nhanderequeí ensinou a seu povo como construir um pilão capaz de abrigar as brasas e, assim, conservar o fogo por um período mais prolongado. De acordo com os antigos e sábios, até os dias atuais, o povo Guarani-Apapocuva utiliza esse mesmo pilão para guardar o fogo. Foi assim que essa história de astúcia e coragem permitiu que o homem alterasse o destino de seu povo para sempre.

## Os guaranis
A etnia guarani é uma denominação de um dos povos indígenas mais tradicionais e diversos das Américas. Historicamente, o povo guarani vivia em um território que compreende regiões no Brasil, Argentina, Bolívia e Paraguai. Os guaranis ocupavam originalmente uma vasta área do atual território do Brasil, e hoje ainda estão presentes em diversas localidades. De acordo com estimativas, é a segunda maior população indígena do Brasil, com cerca de 35 mil pessoas que se identificam como parte dessa etnia. Os guaranis são reconhecidos por ocupar historicamente áreas presentes nos estados do Rio Grande do Sul, Santa Catarina, Paraná, São Paulo, Rio de Janeiro, Espírito Santo, Mato Grosso do Sul, e até o Pará.
Entre os guaranis presentes no Brasil, destacam-se os grupos denominados como Guarani-Ñandeva ou Guarani-Apapocuva, Guarani-Kaiowa e Guarani-Mbya, ao mesmo tempo eles podem ser denominados apenas como Ñandeva ou Apapocuva, Kaiowá, Mbya. Os guaranis também são conhecidos por distintos nomes entre eles mesmos, como Chiripá, Kainguá, Monteses, Baticola, Apyteré, Tembekuá, entre outros. No entanto, sua autodenominação é avá, que significa, em guarani, “pessoa”.
Trata-se de um povo que se diferencia internamente em vários grupos muito semelhantes entre si, principalmente nos aspectos fundamentais de sua cultura e na organização social. Entretanto, esses grupos são diferentes no modo de falar a língua guarani, de praticar suas crenças, e são distintos no que diz respeito às tecnologias que aplicam na relação com o meio ambiente. Dessa forma, diferentes versões sobre a história de Nhanderequeí, e o mito do “roubo do fogo” podem ocorrer entre esse povo, porém sempre com a mesma importância de figura heróica nas narrativas.

### Técnica de fazer fogo entre os guaranis
Existem registros que tradicionalmente os Kaingang, presentes no estado do Mato Grosso do Sul, e no norte da Argentina, e os Guarani-Apapocuva do estado de São Paulo, retiravam a ponta da flecha e colocavam no lugar uma madeira resistente, tendo assim uma haste, que era friccionada em outra madeira mole, produzindo assim fogo por fricção.